# Thymen Arensman
Thymen Arensman (født 4. december 1999 i Geil) er en cykelrytter fra Holland, der er på kontrakt hos Ineos Grenadiers.